# Собака Баскервилей
«Приключе́ния Ше́рлока Хо́лмса: Соба́ка Баскерви́лей» (англ. The Hound of the Baskervilles) — детективная повесть английского писателя Артура Конан Дойля, одна из четырёх его повестей о Шерлоке Холмсе, знаменитом и известном на весь мир британском детективе. 
Впервые публиковалась с августа 1901 года по апрель 1902 года в ежемесячном журнале Strand Magazine.
В основе сюжета повести лежит расследование смерти сэра Чарльза Баскервиля, который умер при загадочных обстоятельствах. 
В роду Баскервилей из поколения в поколение передаётся семейная легенда о дьявольской собаке сверхъестественного происхождения, которая преследует всех представителей рода Баскервилей. Шерлок Холмс и доктор Ватсон берутся за расследование этого дела. Время действия — сентябрь - октябрь 1889 года.
Это было первое появление Холмса с момента его предполагаемой смерти в рассказе «Последнее дело Холмса». Успех данной повести способствовал возрождению персонажа.
Входит в список  «100 лучших детективных романов всех времён».

## Сюжет
К Шерлоку Холмсу обращается Джеймс Мортимер, сельский врач деревни Гримпен (Дартмур, графство Девоншир). Его давний друг и пациент сэр Чарльз Баскервиль 3 месяца назад умер при загадочных обстоятельствах. В роду Баскервилей, издавна живших в родовом поместье Баскервиль-холл, расположенном вблизи обширных Дартмурских болот, из поколения в поколение передаётся семейное предание о призрачной собаке, которая преследует всех Баскервилей на болотах. Согласно старой легенде, датированной 1742 годом, беспутный Хьюго Баскервиль похитил девушку (дочь местного фермера), но в ту же ночь она сбежала от него и побежала домой через болота; Хьюго пустился за ней в погоню, но в итоге был убит на болотах призрачным существом (девушка же умерла от страха и потери сил), которое с тех пор периодически напоминает о себе загадочными смертями других представителей рода Баскервилей. Призрак описывается в легенде как огромная собака чёрного окраса со светящимися глазами и пастью.
Доктор Мортимер рассказывает, что сэр Чарльз Баскервиль верил в семейную легенду и не решался выходить на болота ночью, но он был найден мёртвым в тисовой аллее собственного поместья недалеко от калитки, ведущей на болота. Всё указывало на смерть по естественным причинам (болезни сердца), но на некотором отдалении от тела доктор обнаружил собачьи следы огромных размеров. Кроме того, незадолго до смерти сэра Чарльза живущие вблизи Баскервиль-холла фермеры несколько раз видели ночью страшный светящийся призрак, по описанию очень похожий на собаку Баскервилей из легенды.
Доктор Мортимер, как доверенное лицо и душеприказчик сэра Чарльза, просит у Холмса совета, как ему поступить с сэром Генри Баскервилем, жившим в Канаде наследником поместья и последним отпрыском рода Баскервилей; сыщик приглашает доктора и наследника, приезжающего в Лондон через час, к себе на следующий день. На следующий день клиенты приходят к Холмсу. Оказалось, сэр Генри уже успел получить анонимное письмо с предупреждением держаться подальше от торфяных болот, а немного позже Холмс и Уотсон обнаруживают слежку за сэром Генри. Попытки узнать что-либо о следившем (допрос кэбмена) и об авторе анонимного письма оказываются безуспешными. По совету Холмса наследник отправляется в родовое поместье в сопровождении доктора Уотсона, которому поставлена задача наблюдать за происходящим и писать об этом сыщику подробные отчёты по почте.
Сэр Генри и доктор Уотсон на пути к поместью узнают о побеге из тюрьмы каторжника Селдена («Убийцы из Ноттинг-Хилла»). Вечером они прибывают в Баскервиль-холл, окружённый болотом и граничащий с опасной Гримпенской трясиной, и знакомятся с прислугой — дворецким Джоном Бэрримором и его женой — экономкой Элизой.
Доктор Уотсон начинает расследование, познакомившись с соседями сэра Генри — энтомологом Джеком Стэплтоном и его сестрой Бэрил, которая пытается через Уотсона предупредить сэра Генри об опасности; пожилым мистером Френклендом, помешанным на сутяжничестве астрономом-любителем, и его дочерью Лорой Лайонс, у которой была непонятная связь с сэром Чарльзом Баскервилем. Сэр Генри пытается завязать любовные отношения с Бэрил Стэплтон, но попытка оканчивается его ссорой с её братом Джеком, который потом извиняется перед сэром Генри и приглашает его к себе на ужин.
Вскоре на болотах доктор Уотсон встречает Шерлока Холмса, который, как оказалось, всё это время находился рядом, но при этом действовал скрытно, чтобы не спугнуть преступника. Холмс уже понял, что преступник — Джек Стэплтон. Стэплтон соблазнил Лору Лайонс и вынудил её выманить сэра Чарльза из дома к калитке на болота якобы на свидание. Узнав до этого от самого сэра Чарльза легенду о собаке Баскервилей и зная, что сэр Чарльз, страдающий заболеванием сердца, может умереть от сильного испуга, Стэплтон купил огромного пса (помесь гончей-бладхаунда и мастифа), тайком доставил его на болота, разрисовал светящимся фосфорным составом и в нужный момент натравил на Чарльза. Увидевший светящегося призрака баронет в панике бросился бежать и умер от сердечного приступа. Также выясняется, что Бэрил на самом деле была женой Стэплтона, а не сестрой. Позже, увидев в Баскервиль-холле портрет Хьюго Баскервиля, Холмс и Уотсон понимают всё: Джек Стэплтон как две капли воды похож на основателя рода, он — тоже Баскервилль и хочет получить замок в свое владение. Именно этим объясняются все его действия.
И Холмсу, и Уотсону делается ясно, что сэру Генри грозит смертельная опасность: он тоже претендует на владение поместьем, и Стэплтон постарается убить конкурента. По мнению Холмса, собранных им с Уотсоном доказательств недостаточно для привлечения Стэплтона к суду присяжных, и друзья решают взять его с поличным на месте преступления, выставив сэра Генри в качестве «приманки». Холмс и Уотсон делают вид, что уехали в Лондон, а на самом деле прячутся возле дома Стэплтона вместе с прибывшим из Лондона инспектором Лестрейдом. Генри, отужинавший у Стэплтонов и предупрежденный об опасности, один отправляется домой по болоту. Стэплтон, несмотря на протесты жены, выпускает из сарая светящуюся собаку-убийцу, натасканную на Генри. Холмс, Уотсон и Лестрейд, стреляя из револьверов, убивают боевого пса, спасая уже настигнутого им Генри. Но им не удаётся арестовать Стэплтона — спасаясь от погони, он пропадает где-то в Гримпенской трясине.

## История написания
Дойль написал повесть вскоре после возвращения домой из Южной Африки, где работал врачом-добровольцем в полевом госпитале в Блумфонтейне во время Второй англо-бурской войны. До этого он не писал о Шерлоке Холмсе уже на протяжении восьми лет, «убив» персонажа в рассказе 1893 года «Последнее дело Холмса». Хотя действие «Собаки Баскервилей» происходит до событий рассказа, лишь спустя два года Конан Дойль официально вернул Холмса к жизни, объяснив его «воскрешение» в рассказе «Пустой дом». В результате персонаж Холмса на протяжении двух лет в сознании читателей оставался в «пограничном пространстве», ни среди живых, ни среди мёртвых, что еще более усиливало готические элементы романа.
В написании повести Конан Дойль использовал статью Бертрама Флетчера Робинсона о Дартмуре (графство Девоншир), прочитанную им в Daily Express. Робинсон бывал в Дартмуре в июне 1901 и привел в своем очерке легенду о легавой. После издания повести Робинсон получил треть от гонорара, выплаченного за повесть, что составлял к концу 1901 года 500 фунтов стерлингов.

## Переводы на русский язык
В 1902 году был опубликован перевод Е. Н. Ломиковской , который в настоящее время представляет скорее исторический интерес.
Перевод Н. Волжиной был опубликован в 1983 году. Этот перевод включён в большинство сборников рассказов и повестей о Шерлоке Холмсе, издававшихся  в двадцатом веке.

## «Собака Баскервилей» в культуре

### В музыке
- Творческий дуэт музыкантов Клива Нолана и Оливера Уэйкмана в 2002 году выпустил рок-оперу «The Hound of the Baskervilles» по мотивам повести.

### Мультипликация
- 2008 — «Kuroshitsuji» («Тёмный дворецкий»). В нескольких эпизодах герои расследуют знаменитое дело

### В кино
- Название «Собака Баскервилей» носит 73-я серия телесериала «Простые истины» (2000).

### Экранизации
| Год  | Название                                                   | Страна                 | Режиссёр                     | Актёр в роли Холмса             | Актёр в роли Ватсона             |
| ---- | ---------------------------------------------------------- | ---------------------- | ---------------------------- | ------------------------------- | -------------------------------- |
| 1914 | Der Hund von Baskerville, 1. Teil                          | Германская империя     | Rudolf Meinert               | Aльвин Нойс                     | Нет                              |
| 1914 | Der Hund von Baskerville, 2. Teil — Das einsame Haus       | Германская империя     | Rudolf Meinert               | Aльвин Нойс                     | Нет                              |
| 1914 | Der Hund von Baskerville, 3. Teil — Das unheimliche Zimmer | Германская империя     | Рихард Освальд               | Aльвин Нойс                     | Нет                              |
| 1915 | Der Hund von Baskerville, 4. Teil                          | Германская империя     | Рихард Освальд               | Aльвин Нойс                     | Нет                              |
| 1920 | Das dunkle Schloß                                          | Германское государство | Вилли Зейн                   | Eуген Бург                      | Нет                              |
| 1920 | Das Haus ohne Fenster                                      | Германское государство | Вилли Зейн                   | Erich Kaiser-Tietz              | Нет                              |
| 1920 | Dr. MacDonalds Sanatorium                                  | Германское государство | Вилли Зейн                   | Erich Kaiser-Tietz              | Нет                              |
| 1921 | The Hound of the Baskervilles                              | Великобритания         | Mорис Элвей                  | Элия Норвуд                     | Хуберт Виллис                    |
| 1929 | Der Hund von Baskerville                                   | Германское государство | Рихард Освальд               | Карлайл Блэкуэлл                | Георг Серофф                     |
| 1931 | Собака Баскервилей                                         | Великобритания         | Гарет Гандри                 | Роберт Рендел                   | Фредерик Ллойд                   |
| 1937 | Собака Баскервилей                                         | Германский рейх        | Карл Ламак                   | Бруно Гюттнер                   | Фриц Одемар                      |
| 1939 | Собака Баскервилей                                         | США                    | Сидней Ленфилд               | Бэзил Рэтбоун                   | Брюс Найджел                     |
| 1955 | Der Hund von Baskerville                                   | ФРГ                    | Фриц Умгельтер               | Вольф Аква                      | Aрнульф Шредер                   |
| 1959 | Собака Баскервилей                                         | Великобритания         | Теренс Фишер                 | Питер Кушинг                    | Андре Морелл                     |
| 1968 | The Hound of the Baskervilles                              | Великобритания         | Graham Evans                 | Питер Кушинг                    | Найджел Сток / Nigel Stock       |
| 1971 | Собака Баскервилей                                         | СССР                   | А. Ф. Зиновьева              | Николай Волков                  | Лев Круглый                      |
| 1972 | The Hound of the Baskervilles                              | США                    | Barry Crane                  | Стюарт Грейнджер                | Бернард Фокс / Bernard Fox       |
| 1978 | The Hound of the Baskervilles                              | Великобритания         | Paul Morrissey               | Питер Эдвард Кук                | Мур Дадли                        |
| 1981 | Собака Баскервилей                                         | СССР                   | Игорь Масленников            | Василий Ливанов                 | Виталий Соломин                  |
| 1982 | The Hound of the Baskervilles                              | Великобритания         | Peter Duguid                 | Том Бейкер                      | Теренс Ригби / Terence Rigby     |
| 1983 | Собака Баскервилей                                         | Великобритания         | Douglas Hickox               | Иэн Ричардсон                   | Дональд Черчилль                 |
| 1983 | Sherlock Holmes and the Baskerville Curse                  | Австралия              | Ian McKenzie & Alex Nicholas | Питер О’Тул (голос)             | Earle Cross (голос)              |
| 1988 | Собака Баскервилей                                         | Великобритания         | Brian Mills                  | Джереми Бретт                   | Эдвард Хардвик                   |
| 1998 | The Hound of the Baskervilles (BBC Radio Broadcasting)     | Великобритания         | Enyd Williams                | Клайв Меррисон / Clive Merrison | Майкл Уильямс / Michael Williams |
| 2000 | Собака Баскервилей                                         | Канада                 | Rodney Gibbons               | Мэтт Фрюэр                      | Кеннет Велш / Kenneth Welsh      |
| 2002 | Собака Баскервилей                                         | Великобритания         | David Attwood                | Ричард Роксбург                 | Ян Харт                          |
| 2011 | Собаки Баскервиля                                          | Великобритания         | Пол Макгиган                 | Бенедикт Камбербэтч             | Мартин Фримен                    |
| 2016 | Загнанный                                                  | США                    | Рон Фортунато                | Джонни Ли Миллер                | Люси Лью                         |